# Верхи (зупинний пункт)
Верхи (біл. Вярхі) — зупинний пункт Могильовського відділення Білоруської залізниці в Осиповицькому районі Могильовської області. Розташований за 3,7 км на південний захід від села Цель, 4,1 км на північний захід від села Верхи; на лінії Осиповичі I — Мінськ-Пасажирський, поміж станціями Верейці і Талька.